# Basinkomst i Norden
Basinkomst, även kallad medborgarlön, har debatterats sedan 1970-talet i Norden. Gröna partier har visat intresse både för debatten, som de ofta länkat ihop med automatiseringen, och för en omläggning av samhället i denna riktning. En annan partigrupp med stort intresse är de nordiska piratpartierna. Högerpartier, socialdemokratiska partier och vänsterpartier har dock som regel förhållit sig skeptiska eller rent av fientliga till idén. Dock har (högerliberala) Centerpartiet och Vänsterförbundet i Finland visat intresse och även drivit frågan. Dessa partiers intresse för konceptet bidrog sannolikt till det tvååriga pilotförsök som Finland genomförde 2017-2019 och som även fick en betydande internationell uppmärksamhet. 

## Bakgrund: Den nordiska välfärdsstaten
De nordiska länderna har traditionellt karaktäriserats som socialdemokratiska välfärdssystem, med en betoning på universella och rättighetsbaserade socialförsäkringar och bidrag. Det finns dock även inslag av selektiva system, bland annat försörjningsstöd och bostadsbidrag. Garantipensionen och barnbidraget är de två bidragssystem som har störst likheter med basinkomst. Garantipensionen garanterar att ingen pensionär kommer under ett visst belopp i pension och barnbidraget är i princip basinkomst för barn.

## Finland

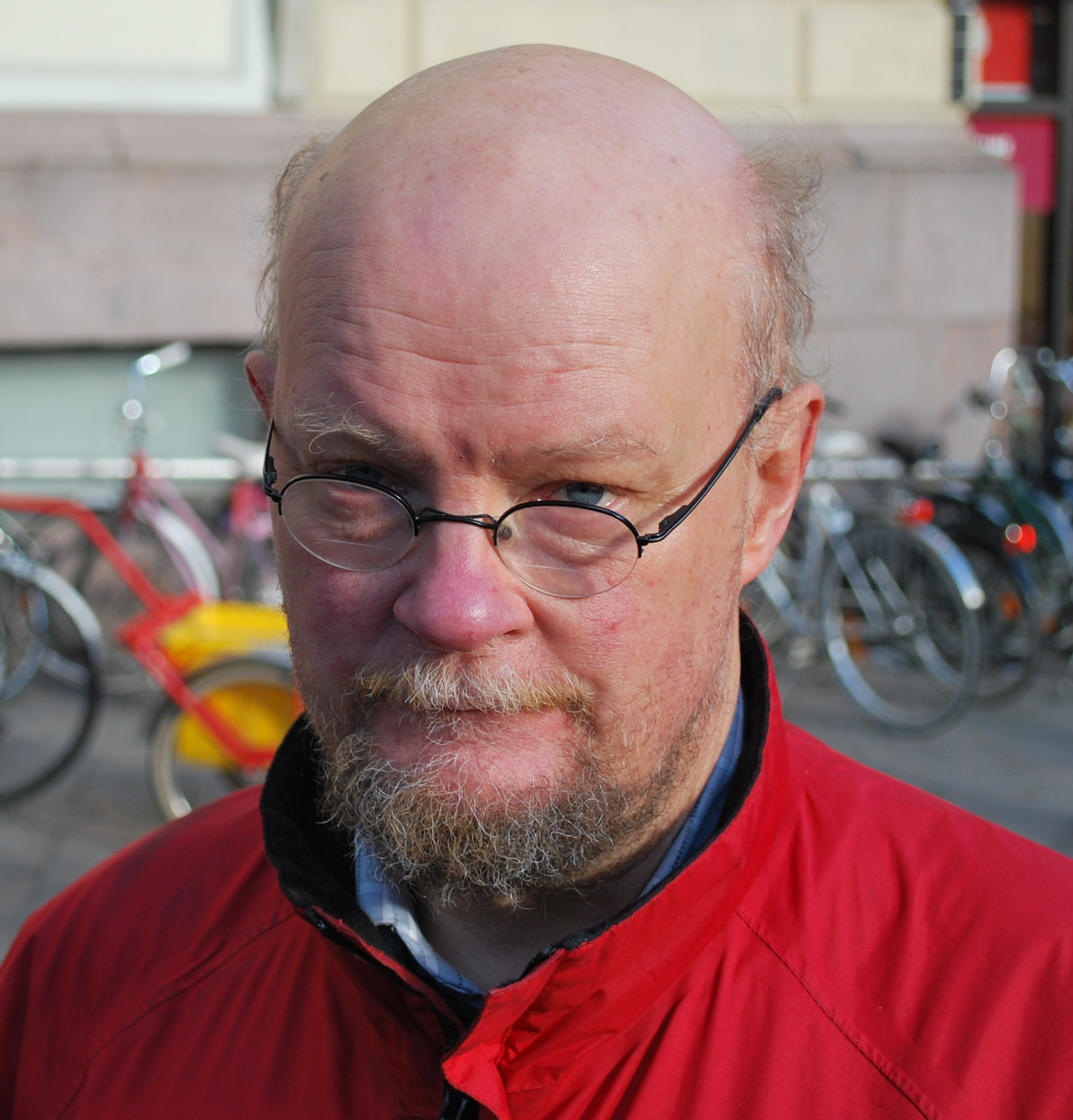
Osmo Soininvaara

### Debatt
I Finland har basinkomst/medborgarlön debatterats sedan 1970-talet. Bland akademiker och politiker som bidragit till debatten kan nämnas Jan Otto Andersson, Ilpo Lahtinen, Osmo Soininvaara, Anita Mattila och Li Andersson. Flera partier har genom åren visat intresse, både från vänster och höger i politiken. 

### Pilotförsöket 2017-2018
Den 1 januari 2017 inleddes ett tvåårigt pilotförsök med basinkomst till 2 000 slumpmässigt utvalda arbetslösa. Summan som de fick ovillkorligt varje månad var 560 euro. Ovanpå det kom socialförsäkringar i den mån som deltagarna enligt gällande nationella regler hade rätt till detta. Syftet med pilotförsöket var att undersöka om basinkomst främjar sysselsättning och få svar på frågor om hur den sociala tryggheten kunde förbättras och bli mer flexibel. Det preliminära resultatet var att sysselsättningen inte hade förändrats nämnvärt bland deltagarna under det första året. Därefter genomfördes arbetsmarknadspolitiska åtgärder i Finland och därför var det svårt att dra några säkra slutsatser om hur sysselsättningen påverkades det andra försöksåret. Deltagarna fick efter pilotförsöket besvara frågor om hur de upplevde sin situation. Det kunde då konstateras att de upplevde mindre stressymtom, mindre koncentrations- och hälsoproblem samt en större framtidstro och tilltro till sin egen förmåga att påverka i samhället. Pilotförsöket fick stor internationell uppmärksamhet. Syftet med projektet var inte att det skulle leda till basinkomst för alla medborgare, utan bara ge svar på frågor. Basinkomst för alla ansågs helt enkelt vara för kostsamt.

## Island
Det har inte varit någon allmän debatt om basinkomst på Island förrän under 2010-talet och då främst på grund av Piratpartiets engagemang i frågan. Partiet har introducerat idén i Alltinget, men vid en intervju med Halldóra Mogensen (2014) framkom att nästan ingen av ledamöterna då ännu var bekanta med konceptet.

## Norge
GMI - garantert minsteinntekt i Norge (1981) var en tidig akademisk skrift där basinkomst och negativ inkomstskatt men även omsorgslön, konstnärslön, allmän socialförsäkring etc diskuterades)
Nanna Kildal har författat ett flertal artiklar i ämnet, bland annat i den nordiska antologin Den nya sociala frågan. 
Under 2010-talet har bland annat Viktor Norman, professor i samhällsekonomi och före detta statsråd, uttalat stöd för idén. 
Torbjørn Røe Isaksen, stortingsrepresentant för Høyre, är en av kritikerna. Han ser det som att basinkomst är betalning för att "inget göra", och det vill han inte stödja.  Den nationella basinkomstföreningen i Norge är Borgerlønn-BIEN Norge. Partier med basinkomst som politisk vision är Venstre, Miljøpartiet De Grønne samt det socialistiska partiet Rødt[källa behövs].

## Sverige

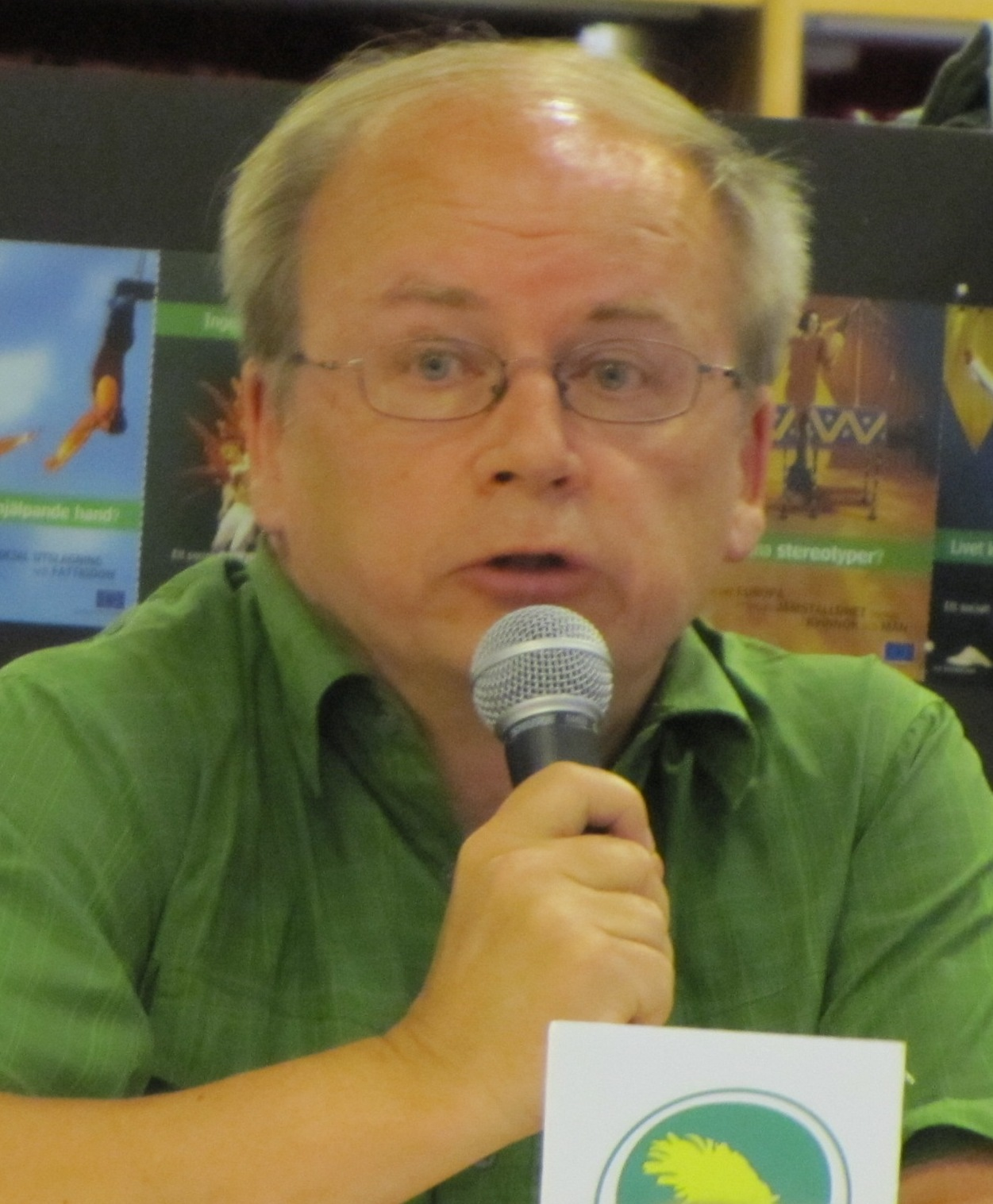
Valter Mutt, Miljöpartiet. Mutt har som riksdagsledamot undertecknat flera motioner om basinkomst, bland annat tillsammans med Annika Lillemets och Carl Schlyter.

Idéer om basinkomst och negativ skatt fick viss spridning under 1970-tal och 1980-tal tack vare influenser utifrån, exempelvis Milton Friedman och André Gorz, samt nordiska debattörer som Gunnar Adler-Karlsson. I mitten på 1990-talet återkom idéerna, inte minst genom Lars Ekstrands två medborgarlönsböcker 1995 och 1996, i vilka han bland annat förespråkade frihet som mål istället för full sysselsättning. Främste kritikern Gunnar Wetterberg menade å sin sida att basinkomsten var ett hot mot arbetslinje, tillväxt och jämställdhet. Under 1990-talet och även under 2000-talet och 2010-talet har enstaka miljöpartistiska riksdagsledamöter motionerat om basinkomst, däribland Valter Mutt, Carl Schlyter och Annika Lillemets.
Basinkomst Stockholm inledde en föreläsningsserie om basinkomst i mars 2013, vilken fortsatte under de därpå följande åren. Bland föredragshållarna kan nämnas Birger Schlaug, före detta språkrör för Miljöpartiet. Enligt Schlaug var dåvarande välfärdssystem alldeles för krångligt och i många stycken rent kontraproduktivt. Basinkomst, å andra sidan, upplevde han som enkelt, transparent, och lättförståeligt. Inför riksdagsvalet 2014 drevs basinkomstfrågan främst av Piratpartiet och Enhet. Feministiskt initiativ i Malmö tog också ställning för basinkomst och lokalt pilotförsök. 
Svenska akademiker som forskat och skrivit om basinkomst (och negativ inkomstskatt)  är främst Simon Birnbaum, Roland Paulsen, Andreas Bergh och Bo Rothstein. Journalister och krönikörer som framhållit basinkomst som en positiv reform är bland annat Lennart Fernström (tidningen SYRE), Johan Ehrenberg (ETC)  och Peter Benson (Svenska Dagbladet). Dessa har dock räknat på vitt skilda nivåer, 13 000 kr, 10 000 kr och ca 8 000 kr.
Kritiker, såsom Fredrik Schulte, Moderaterna, och ledarskribenten Malin Lernfeldt, menar å sin sida att basinkomst eller medborgarlön är en naiv vänsteridé, eller naiv grön idé, som skulle bryta samhällskontraktet, försämra incitamenten till arbete och leda till ekonomisk katastrof om den implementerades. 

## År för år

### 1970- och 1980-talet
- 1970: Samuli Paronen, Finland, föreslog basinkomst i en bok, och möjligtvis var detta första gången som förslaget lanserades i Finland. [19]

- 1978: "Borgerløn" (danska motsvarigheten till medborgarlön) blir känt i Danmark genom boken Oprør fra midten.[20]
- 1980: Begreppet medborgarlön introducerades i Finland genom boken “Finland in the 1980s” av Osmo Soininvaara och Osmo Lampinen.
- 1984: Professorna Jaakko Outila och Paavo Uusitalo, Finland, publicerar "Sabbatical leave and citizens’ wage". De som frivilligt tar en sexmånaders sabbat från jobbet får en "medborgarlön" under den tiden.[21]
- 1987: Sociologen Matti Virtanen, Finland, föreslår att basinkomsten ska ersätta de flesta bidrag och främja studier, självorganiserat arbete, deltidsjobb mm.[21]

### 1990-talet
- 1990: Det svenska partiet Enhet bildas, som har basinkomst som central vision (men i början kallad "livspeng").
- 1995: Lars Ekstrands Den befriade tiden ges ut på Korpen Förlag. Ungfinnarna, som förespråkade låg basinkomst, kom in i finska riksdagen.

- 1996: Ekstrands Arbetets död och medborgarlön ges ut, också på Korpen förlag. Ekstrand anklagar i boken socialdemokraterna för att Sverige närmat sig ett så kallat "tvåtredjedelssamhälle".

- 1998: Ungfinnarna publicerar ett nyliberalt/liberalt basinkomstförslag.

- 1999: Folkrörelsen för medborgarlön bildas efter att Lars Ekstrand gästat Lund och hållit ett föredrag.[22]

### 2000-talet
- 2000: Erik Christensens Borgerlön – Fortaellinger om en politisk idé ges ut på Förlaget Hovedland. Den nya sociala frågan ges ut på Daidalos Förlag.

- 2001: Anita Mattilas publicerar avhandlingen “Is Basic Income needed? Theoretical Analysis of Finnish Civic Income, Civic Salary and Basic Income Models”. Bo Frank, M, och Carin Högstedt, V, föreslår "medborgarlön" på DN Debatt.

- 2007: Miljöpartiet håller rådslag om grundtrygghet. Finlands dåvarande statsminister Matti Vanhanen, Finska Centerpartiet, säger att basinkomst på 600 euro kan ersätta dagens system.[23][24]

- 2008: Miljöpartiet röstar på sin kongress för så kallad "Arbetslivstrygghet", istället för de två modeller av basinkomst som presenterats som alternativ.[25]

### 2010-talet
- 2012: Finlands basinkomstnätverk lanserar en kampanj den 28 mars.[26] Basinkomst Stockholm inleder på hösten en föreläsningsserie om basinkomst. Första föreläsare är Lars Ekstrand.

- 2013: Ett medborgarinitiativ för basinkomst lanseras i Finland med målet 50.000 underskrifter.[27] På Miljöpartiets kongress blev det knapp majoritet (en röst) för att ta bort visionen om medborgarlön ur partiprogrammet.

- 2014: Riksdagsval i Sverige. Piratpartiet och Enhet är de partier som officiellt är för. Valter Mutt, Carl Schlyter, Annika Lillemets och Karin Jansson, Miljöpartiet, förordar pilotförsök i både stad och landsbygd.[28]. Pilotförsök föreslås också i Finland av Centerledaren Juha Sipilä.[29] Den svenska basinkomströrelsens andra träff hålls i Stockholm.

- 2015: Finska Centerpartiet, som uttalat stöd för basinkomst, blir största partiet i finska riksdagsvalet.[30] Islands Piratparti, som motionerade om basinkomst 2014, får 23,9 procent i en opinionsundersökning.[31] Miljöpartiet och Feministiskt initiativ tar på sina kongresser ställning för utredning.[32]. Tidningen Syre, med Lennart Fernström som ansvarig utgivare och som har basinkomst som prioriterat område att bevaka, startas upp. I sitt regeringsprogram i maj 2015 angav regeringen Sipilä att "ett försök med basinkomst ska genomföras".[33]

- 2016: Basinkomst tas upp på politikerveckan i Almedalen[34]

- 2017 : Den 1 januari inleds basinkomstprojektet i Finland. 2000 personer får då sina första utbetalningar av basinkomst. Den 11 november skriver statsvetaren Bo Rothstein en helsida på DN Debatt med rubriken "Basinkomst skulle skapa ett trasproletariat". I november sänder Dokument Utifrån ett 50-minutersprogram om basinkomst, med rubriken "Lön utan jobb". [35]

## Böcker och artiklar

### Engelska
- Andersson/Kangas: Popular support for basic income in Sweden and Finland
- Jansson, Per: Basic income and the Swedish Welfare State
- Bay, Ann-Helen & West Pedersen, Axel: The limits of social solidarity: Popular attituedes towards basic income in a Nordic welfare state NOVA (Norwegian Social Research) 2003
- Kildal, Nanna & Kuhnle, Stein: Normative foundations of the Welfare State. The Nordic experience. Routledge 2005
- Kildal, Nanna: The Welfare State. Three normative tensions. Stein Rokkan Centre for Social Studies, maj 2003

### Norska
- Stokkeland, Svein (2002): Hovedoppgave, «Borgerlønn»
- Halvorsen, Knut: Garantert minsteinntekt – svaret på velferdsstatens utfordringer?», Nordisk Sosialt arbeid nr. 3/2000:130-138.
- Øyen, Else (1981): GMI - garantert minsteinntekt i Norge Förord och del 1.
- Morgenstierne, Syphilia: «Elsk deg rik. Anarkistiske løsninger på verdensproblemene», Pax Forlag, Oslo 1999
- Stjernø, Steinar & Øverbye, Einar (2012): «Arbeidslinja.Arbeidsmotivasjonen og velferdsstaten.»
- Morten, Dag & R Moen, Espen (2010) «Borgerlønn» CREAM – Handelshøyskolen BI

## Personer i Norden som engagerat sig i debatten
- Gunnar Adler-Karlsson
- Lars Ekstrand - kanske mest känd för sina två medborgarlönsböcker
- Per Janson - skrev Sveriges första avhandling om medborgarlön
- Jan Otto Andersson - finlandssvensk ekonom
- Nanna Kildal - har i böcker och artiklar undersökt den nordiska välfärdsstaten och basinkomst
- Erik Christensen -
- Andreas Bergh - liberal ekonom och debattör som intresserat sig för negativ skatt.
- Roland Paulsen - svensk författare och doktorand i sociologi, bland annat känd för boken Arbetssamhället - hur arbetet överlevde teknologin.
- Ellen Brunn
- Simon Birnbaum
- Lennart Fernström[36] - grundare av mediakooperativet Fria Tidningar, där han skrivit om medborgarlön.
- Anja Askeland
- Malin Lernfeldt, som uttalat sig kritiskt till idén.[37]